# Ala' ad-Din Aydekin
Ala' ad-Din Aydekin al-Bunduqdar († nach November 1261) war ein Mameluk im 13. Jahrhundert.
Aydekin war ein führender amīr der as-Salihi-Mameluken und offenbar Kommandant der Bogen- und Armbrustschützen des Ayyubiden-Emirs as-Salih Ayyub von al-Dschazira. Er war es, der dem Emir von Hama den Sklaven Rukn ad-Din Baibars günstig abkaufte, nachdem er dessen Talent am Bogen trotz einer Sehbehinderung entdeckte. Sein Herr as-Salih Ayyub stieg 1240 zum Sultan von Ägypten auf. Nach dem Sturz der Ayyubiden-Dynastie blieb Aydekin ein führender Offizier im Mamelukenheer. Am 7. Januar 1251 wurde er von Sultan al-Mu'izz Aybak mit der Regentschaft über Ägypten betraut, während sich der Sultan auf den Feldzug von al-Kura begab. Selbst nahm Aydekin an der Schlacht bei ʿAin Dschālūt und bei der Einnahme von Damaskus (September 1260) teil.
Im Oktober 1260 ermordete Baibars den Sultan Qutuz und usurpierte den Thron von Ägypten. Darauf erklärte sich der mamelukische Statthalter in Damaskus, Sangar al-Halabi, zum unabhängigen Herrscher. Im Januar 1261 traf in Damaskus eine Delegation des Baibars ein, worauf die Mehrzahl der Mameluken in Damaskus ihre Loyalität zu ihm bekundete. Aydekin übernahm das Kommando über die Truppen und besiegte am 15. Januar 1261 die Anhänger des Sangar al-Halabi. Zwei Tage später konnte er in Damaskus einziehen und den von Baibars ernannten Taybars al-Waziri in sein Statthalteramt einsetzen. Im März 1261 erhielt Aydekin vom Sultan den Befehl zu Festnahme mehrerer Offiziere, von denen allerdings Aqqusch al-Burli seinem Zugriff entkommen konnte.
Aqqusch al-Burli bemächtigte sich der Stadt Aleppo und machte sich dort eigenmächtig zum Herrn. Im Oktober 1261 zog Sultan Baibars persönlich in Damaskus ein. Aydekin wurde von ihm nun auch zum Statthalter von Aleppo ernannt und mit der Unterwerfung des Rebellen beauftragt. Ende Oktober konnte er mit seinen Truppen in Aleppo einziehen, aber nach einem Gegenschlag des Aqqusch musste er die Stadt schon im November wieder aufgeben.